# Racing Club Lauwe
Koninklijke Racing Club Lauwe (KRC Lauwe of RC Lauwe) is een Belgische voetbalclub uit het West-Vlaamse dorp Lauwe bij Menen. De club is aangesloten bij de KBVB met stamnummer 4196 en heeft wit, zwart en zwart als clubkleuren.
Na degradatie uit 1e Provinciale na het seizoen 2022/23, besliste de club niet verder aan te treden met een eerste elftal, noch in 2e, noch in 4e Provinciale. De club zette zijn jeugdwerking wel verder en tracht om in de toekomst met een eerste elftal aan te treden.

## Resultaten
| Seizoen | Klasse | Klasse | Klasse | Klasse | Klasse | Klasse | Klasse | Klasse | Klasse | Reeks                                                    | Punten                                                   | Opmerkingen                                              |
|         | I      | I      | II     | III    | IV     | P.I    | P.II   | P.III  | P.IV   |                                                          |                                                          |                                                          |
| ------- | ------ | ------ | ------ | ------ | ------ | ------ | ------ | ------ | ------ | -------------------------------------------------------- | -------------------------------------------------------- | -------------------------------------------------------- |
| 2004/05 |        |        |        |        |        |        | 10     |        |        | Tweede Prov. W-Vl B                                      | 38                                                       |                                                          |
| 2005/06 |        |        |        |        |        |        | 4      |        |        | Tweede Prov. W-Vl B                                      | 53                                                       |                                                          |
| 2006/07 |        |        |        |        |        |        | 5      |        |        | Tweede Prov. W-Vl B                                      | 47                                                       |                                                          |
| 2007/08 |        |        |        |        |        |        | 13     |        |        | Tweede Prov. W-Vl B                                      | 22                                                       |                                                          |
| 2008/09 |        |        |        |        |        |        |        | 6      |        | Derde Prov. W-Vl C                                       | 48                                                       |                                                          |
| 2009/10 |        |        |        |        |        |        |        | 3      |        | Derde Prov. W-Vl C                                       | 61                                                       |                                                          |
| 2010/11 |        |        |        |        |        |        |        | 7      |        | Derde Prov. W-Vl C                                       | 45                                                       |                                                          |
| 2011/12 |        |        |        |        |        |        |        | 5      |        | Derde Prov. W-Vl C                                       | 46                                                       |                                                          |
| 2012/13 |        |        |        |        |        |        |        | 8      |        | Derde Prov. W-Vl C                                       | 41                                                       |                                                          |
| 2013/14 |        |        |        |        |        |        |        | 1      |        | Derde Prov. W-Vl C                                       | 70                                                       |                                                          |
| 2014/15 |        |        |        |        |        |        | 7      |        |        | Tweede Prov. W-Vl B                                      | 45                                                       |                                                          |
| 2015/16 |        |        |        |        |        |        | 2      |        |        | Tweede Prov. W-Vl B                                      | 53                                                       |                                                          |
|         | 1A     | 1B     | 1Am    | 2Am    | 3Am    | P.I    | P.II   | P.III  | P.IV   | Vanaf 2016-17 zijn er 3 nationale en 2 regionale niveaus | Vanaf 2016-17 zijn er 3 nationale en 2 regionale niveaus | Vanaf 2016-17 zijn er 3 nationale en 2 regionale niveaus |
| 2016/17 |        |        |        |        |        | 8      |        |        |        | Eerste Prov. W-Vl                                        | 42                                                       |                                                          |
| 2017/18 |        |        |        |        |        | 8      |        |        |        | Eerste Prov. W-Vl                                        | 42                                                       |                                                          |
| 2018/19 |        |        |        |        |        | 3      |        |        |        | Eerste Prov. W-Vl                                        | 59                                                       |                                                          |
| 2019/20 |        |        |        |        |        | 10     |        |        |        | Eerste Prov. W-Vl                                        | 31                                                       |                                                          |
| 2020/21 |        |        |        |        |        | -      |        |        |        | Eerste Prov. W-Vl                                        | -                                                        | Seizoen geschrapt wegens Covid-19                        |
| 2021/22 |        |        |        |        |        | 7      |        |        |        | Eerste Prov. W-Vl                                        | 42                                                       |                                                          |
| 2022/23 |        |        |        |        |        | 15     |        |        |        | Eerste Prov. W-Vl                                        | 22                                                       | Degradatie en einde van de club                          |